# 신수회
신수회(新樹會)는 1963년 5월에 창립된 홍익대학교 출신인 [[동양화가]들의 모임이다.  작풍(作風)에 일관성은 없으나 단순한 친목단체의 성격을 떠나 새로운 이념의 전개를 목표로 출발한 그룹으로 주목되었다. 1971년 11회의 발표전과 제2회의 소품전을 가졌고, 1979년에는 미술회관에서 개최되었다. 창립회원은 조평휘, 김동수, 하태진, 오태학, 이용휘, 최재종이다.